# Prefetto di dipartimento
Il prefetto di dipartimento è il membro del corpo prefettizio che dirige l'azione dello Stato in un dipartimento francese.

## Storia
La funzione di prefetto fu creata dal primo console Bonaparte per controllare i dipartimenti e pacificare il paese dopo gli eventi rivoluzionari con la legge del 28 pluviôse anno VIII (17 febbraio 1800). La funzione succede a quella di commissario governativo creato dal Direttorio, che a sua volta assume alcuni poteri del procureur-syndic istituito nel 1790.
Il ministro dell'Interno, Luciano Bonaparte, ordina nella sua lettera del 26 aprile 1800:
I suoi poteri erano allora molto ampi nel suo collegio elettorale, come citato dal conte de Vaublanc, prefetto di Metz nel 1805:
Sotto la Restaurazione, i prefetti furono incaricati di mantenere l'ordine: "Mettete il mantenimento dell'ordine pubblico al primo posto dei vostri doveri ... la vigilanza previene il disordine"  ha detto il circolare del conte di Vaublanc, che nel 1815 divenne ministro dell'interno.
Nel 1948, dopo la seconda guerra mondiale e tra i decreti del 10 maggio 1982 e del 29 febbraio 1988, i prefetti assumevano il titolo di Commissario della Repubblica sebbene gli edifici che ospitano i loro servizi siano sempre stati indicati con il nome di prefetture, proprio come la capitale del dipartimento.

## Statuto
La qualifica di prefetto è inquadrata dal decreto n° 64-805 del 29 luglio 1964 che stabilisce le disposizioni normative applicabili ai prefetti.
Il prefetto ha storicamente come principale relè del potere centrale uno status che conferisce una forte dipendenza dal governo. Tradizionalmente, il prefetto regionale non era il superiore gerarchico del prefetto del dipartimento. I decreti del 2004 avevano in qualche modo limitato questo principio prevedendo che il prefetto regionale guidasse e coordinasse l'azione dei prefetti di dipartimento che si conformano alle sue decisioni e gli riferiscono.
Il decreto del 16 febbraio 2010 prevede ora che il prefetto dipartimentale sia posto sotto l'autorità del prefetto regionale, ad eccezione di alcune aree che sono comunque importanti (polizia amministrativa, controllo della legalità, vigilanza amministrativa dei comuni e comunità di comuni, polizia per gli stranieri).

### Nomina
In ogni dipartimento viene nominato un prefetto. Le prefetture si trovano nella capitale del dipartimento. Il prefetto del capoluogo regionale è sia il prefetto di dipartimento in cui ha sede sia il prefetto di regione.
Viene nominato con decreto del presidente della Repubblica, assunto in Consiglio dei ministri, su proposta del Presidente del Consiglio. Può essere trasferito automaticamente o licenziato su base discrezionale.
I prefetti generalmente passavano attraverso l'ENA. Sono alti funzionari del ministero dell'Interno, che di solito iniziano la carriera come sottoprefetti. Ma il presidente della Repubblica e il presidente del Consiglio hanno potere discrezionale in questo settore e possono nominare un prefetto secondo criteri di loro scelta.
Ci sono prefetti nelle diverse direzioni del Ministero dell'Interno, quindi non hanno attività territoriale, poiché il termine prefetto comprende sia il livello più alto dell'amministrazione del Ministero dell'Interno e la carica che porta il suo nome, chiamata dal 1981 al 1986 Commissario della Repubblica.

### Obblighi
Il Prefetto deve mantenere l'assoluta neutralità politica e applicare la politica del governo in vigore senza esprimere le proprie opinioni. Pertanto, non può appartenere a un sindacato o scioperare. Non può essere eletto a livello locale o parlamentare allo stesso tempo. Durante le campagne elettorali, ha l'obbligo di riserva (noto come riserva prefettizia) e come tale deve astenersi dal partecipare a qualsiasi manifestazione pubblica. Il Prefetto deve anche essere permanentemente disponibile, che è uno dei maggiori obblighi legati alla sua funzione. Può quindi lasciare il suo dipartimento solo con l'autorizzazione del ministero.

## Funzioni
Come risultato dell'organizzazione decentralizzata francese dell'amministrazione, la prefettura dipartimentale francese ha una gamma molto ampia di compiti. Ad esempio, non solo si occupa completamente di questioni quali la pianificazione del territorio, l'ordine pubblico e la sicurezza generale, ma è anche responsabile della salute di tutti i residenti del dipartimento. Quest'ultima competenza include questioni come la supervisione dell'industria inquinante e il rilascio delle patenti di guida. Inoltre, il prefetto è responsabile della conservazione di cose come un monumento storico, che fanno parte del patrimonio culturale. Oggi, il prefetto di dipartimento trasferisce parte dei suoi poteri ai sottoprefetti. A Parigi, il prefetto di dipartimento ha anche la funzione di prefetto di regione. Queste due funzioni vengono svolte da persone diverse altrove in Francia.